# سندريلا (فلم 2015)
سندريلا (بالإنجليزية: Cinderella) هو فيلمٌ خيالي ورومانسي أمريكي من إخراج كينيث براناه لصالِح شركة أفلام والت ديزني، قصّة الفيلم مبنيّةٌ على الحكاية الخيالية سندريلا التي ألّفها شارل بيرو حيثُ تحكي عن فتاةٍ شابّة، تزوج والدها امرأة أخرى بعد وفاة والدتها، وعاشت معها وابنتيها في منزل العائلة، ولكن بعد وفاة والدها وجدت نفسها تحت رحمة أشخاص قساة، حيث يثقلون عليها بأعمال المنزل بلا رحمة، وذات مرة تقابل في الغابة الأمير شارمنج وتشعر أنها قد قابلت شخصًا طيبًا من الممكن أن يغير حياتها، خاصة أنه قدم لعائلتها دعوة لإحدى الحفلات، ولكن زوجة أبيها رفضت ذهابها، إلى أن تظهر الساحرة الطيبة التي تساعدها على حضور الحفل. والفيلم يُعتَبَرُ نُسخةً مُحدّثة عن فيلم الرسوم المُتحرّكة سندريلا من إنتاج شركة ديزني أيضاً في 1950. وهوَ من بطولِة ليلي جيمس وريتشارد مادن وكيت بلانشيت. وقد عُرِضَ الفيلم لأوّل مرّة في 13 فبراير 2015 في مهرجان برلين السينمائي الدولي ثُمّ في 13 مارس 2015 صَدَر في دورِ العرض العالميّة، كما حازَ على مُراجعاتٍ إيجابيّة في الغالب.

## طاقَم العَمَل
- ليلي جيمس بدور: إيلا (سندريلا).
- ريتشارد مادن بدور: الأمير شارمنج (كيت).
- كيت بلانشيت بدور: ليدي تريمين.
- هيلينا بونهام كارتر بدور: الجنيّة.
- ستيلان سكارسجارد بدور: مُساعد الأمير.
- ديريك جاكوبي بدور: الملك.
- هايلي أتويل بدور: والدة ساندريلا.
- هوليداي غراينغر بدور: اناستازيا ابنة ليدي تريمين الصُغرى.
- سوفي ماكشيرا بدور: درزيلا ابنة ليدي تريمين الكُبرى.

## الإنتاج

### نظرة تاريخيّة
إن أسطورة سندريلا أسطورةٌ قديمةُ جدّاً فهناك العديدُ من القِصصِ القديمة لديها نَمَطٌ كنمطِ قصّة سندريلا يعودُ تاريخُها إلى القَرن الأوّل قَبل الميلاد. وقد كَتَبَ النُسخة الحديثَةُ من القصّة كما هوَ مُتعارفٌ عليها الكاتِب والشاعِر الفرنسي شارل بيرو ونُشِرَت في عامِ 1697. ومنذُ ذلك الحين صارت القصّة مَحل استلهامِ كثيرٍ من الأعمال، فقد بُنيت عليها أفلام ومُسلسلات ومسرحيّات ورقصاتُ باليه. وأوّل فيلمٍ صَدَر مبنيٌ على القصّة طولُه سبعُ دقائِق من إخراجِ جورج ميلييس بِعام 1899. وأوّلُ فيلمٍ هوليووديّ عن القصّة من إنتاجِ باراماونت بيكتشرز وهوَ فيلمٌ صامت أُنتِجَ عام 1914 من بطولَة ماري بيكفورد. وقامت ديزني بإنتاجِ فيلم أنيميشن عن نفسِ القصّة في 1950 ونالَ استحساناً عالميّاً وفازَ بالعديدِ من الجوائِز، وهذا الفيلم يُعتبر إعادةَ إنتاجٍ للفيلم السابق ولكن بصورةٍ حيّة.

### التطوير
بعدَ النجاح الذي حقّقه فيلم تيم برتون أليس في بلاد العجائبالذي أُعيدَ إنتاجُه في 2010 وحصولِه على ثاني أعلى إيراداتٍ في شُبّاك التذاكر في العامِ نَفسِه بما يَفوقُ مليار دولار حول العالم. بعدَ هذا النجاح بدأت أفلام والت ديزني بتطوير فيلمٍ جديدٍ مبنيّ على سندريلا ولكن بتصويرٍ حيّ، وقد كُلّفَت ألين ماكين بكتابة النَص وسيمون كينبرج للإنتاج. وقد قام كريس وايتز بتعديل النصّ الذي كَتَبته ألين. وكان من المُقرّر أن يكون مارك رومانك هوَ مُخرِجُ الفيلم بيدَ أنّه تَرَك المشروع في يناير 2013 بسببِ خِلافاتٍ مع الشَرِكة كما أنّ عَمَله كانَ أقتَمَ وأظلمَ مما كانت تُريده ديزني. ولاحَقاً في نَفس الشهر أُجرِتْ مُفاوضاتٍ مع كينيث براناه لأخذ مكانِه.

### الأزياء
مُصمّمة الأزياء ساندي باول الحائِزة على ثلاثِ جوائز أوسكار عن أفضل تصميم. قامت بتصميمِ أزياء الفيلم، وقد بدأت ساندي بالعَمل على التصميمات قَبل سنتينِ من بدء التصويرِ الرئيسيّ للفيلم وقد ذكرت أنّها تهدِف لجعلِ الأزياء تبدو في القرن التاسِع عَشْر. وجَعلت أزياء زوجة الأب وابنتيها ليبدو شَكلُهنّ سخيفاً في من الخارج وهنّ بَشِعاتٍ من الداخِل كذلك. وذكرْت ساندي أنّ تصميم فساتين الزفاف كان الأكثَر صُعوبةً وتحدّياً حيث أنها كانت تبحثُ عن تصميم مختَلِفٍ وبسيطٍ في نفس الوقت وقد استَغرقَ الأمر 16 شَخصاً لصُنعِه بوقتٍ يُقارِب 550 ساعة. الجدير بالذِكر أنّه قد حدثت كارثة للفُستان، حيث التهمت النيران الطَبقة الخارجيّة منه بسبب اقتراب المُمثلة ليلي من المدفأة؛ فكان على فريق العَمل خياطَة ثوبٍ جديدٍ فهم لم يَخيطوا فُستاناً احتياطيّاً بسبب ضيق الوقت وعجزٍ في الميزانيّة.

### اختيار الأدوار
كيت بلانشيت هيَ أولى من انضم إلى طاقَم التمثيل حيثُ أعلَنت في نوفمبر 2012 عن تأديتها دورَ ليدي تريمين. وقد أُجريت مُحادثاتٌ مع إيما واتسون لتأدية دورِ البطولة ولكن لم يصلوا لاتفاقٍ حول هذا وفشلت المُحاولة. وأُجرِيت مُحادثاتٍ كذلك مع غابرييلا وايلد وسيرشا رونان وأليسيا فيكاندير وبيلا هيثكوت ومارجوت روبي ولكن جَميعُها باءت بالفَشل. ثُمّ لاحِقاً في أبريل 2013 استقرّ الأمر لدى ليلي جيمس في دورِ البطولة. وبعدَ أسبوع انضمّ ريتشارد مادن ليؤدّي دورَ الأمير. وفي يونيو 2013 انضمّت هوليداي غراينغر وسوفي ماكشيرا لتأدية دورِ ابنتي زوجَة الأب اناستازيا ودرزيلا. وبعدَها بِشهر أُخيرت هيلينا بونهام كارتر لتأدية دورِ الجنيّة. وأُعلِنَ في سبتمبر 2013 عن أنّ ستيلان سكارسجارد سيؤدّي دورَ مُساعد الأمير وديريك جاكوبي سيكونُ المَلك. ثُمّ في أغسطس انضمّت هايلي أتويل للطاقم لتكونَ والدة سندريلا.

### التصوير

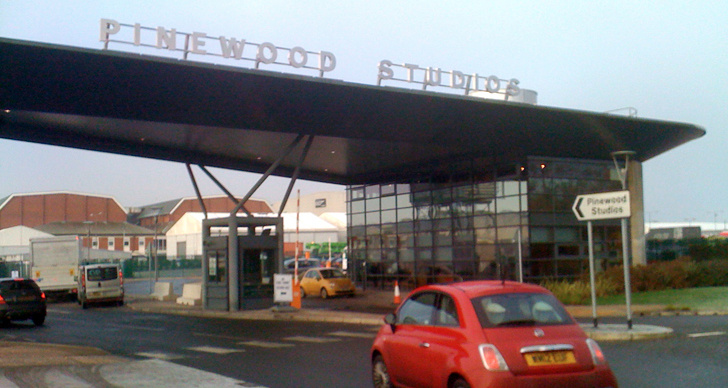
مدخل استديوهات بينوود التي صُوّرِت فيها أغلب مشاهِد الفيلم.

بدأ التصوير الرئيسيّ للفيلم في سبتمبر 2013. وصُوّرت أغلبُ المشاهِد في استديوهات بينوود في باكينجهامشير بإنجلترا وهيَ ذات الاستديو الذي صُوّر فيلمَي قراصنة الكاريبي: في بحار غريبة وملافسينت. وشَمِلَت الأماكن الأخرى قصر بلاينهايم وقصر وندسور والكلية البحرية الملكية القديمة وبلاك بارك.

### ما بعدَ الإنتاج
بدأ مرحلة ما بعدَ الإنتاج في ديسمبر 2013 وانتهت في أغسطس 2014.

## الموسيقى
في يونيو 2013 أكّدت الأخبارُ أن باتريك دويل هوَ من سيقومُ بتلحين موسيقى الفيلم مع تركيّزٍ أكثر على موسيقى أشدّ رومانسيّة. وقد لحّن باتريك مُسبقاً عَدداً من الأفلام الناجحة كفيلم ثور وهاري بوتر وكأس النار، كما لحّن كذلك فيلمَ ديزني-بيكسار الشُجاعة. وقد صَدَر ألبوم الموسيقى في 10 مارس 2015.
كل الألحان من تأليف باتريك دويل  (1-27).
| 1.            | "A Golden Childhood"                                          |                                         |                     | 3:56  |       |       |       |       |       |       |       |       |
| 2.            | "The Great Secret"                                            |                                         |                     | 3:01  |       |       |       |       |       |       |       |       |
| 3.            | "A New Family"                                                |                                         |                     | 2:15  |       |       |       |       |       |       |       |       |
| 4.            | "Life and Laughter"                                           |                                         |                     | 1:34  |       |       |       |       |       |       |       |       |
| 5.            | "The First Branch"                                            |                                         |                     | 2:11  |       |       |       |       |       |       |       |       |
| 6.            | "Nice and Airy"                                               |                                         |                     | 1:53  |       |       |       |       |       |       |       |       |
| 7.            | "Orphaned"                                                    |                                         |                     | 3:46  |       |       |       |       |       |       |       |       |
| 8.            | "The Stag"                                                    |                                         |                     | 4:56  |       |       |       |       |       |       |       |       |
| 9.            | "Rich Beyond Reason"                                          |                                         |                     | 1:43  |       |       |       |       |       |       |       |       |
| 10.           | "Fairy Godmother"                                             |                                         |                     | 2:47  |       |       |       |       |       |       |       |       |
| 11.           | "Pumpkins and Mice"                                           |                                         |                     | 4:32  |       |       |       |       |       |       |       |       |
| 12.           | "You Shall Go"                                                |                                         |                     | 3:02  |       |       |       |       |       |       |       |       |
| 13.           | "Valse Royale"                                                |                                         |                     | 2:06  |       |       |       |       |       |       |       |       |
| 14.           | "Who Is She?"                                                 |                                         |                     | 3:20  |       |       |       |       |       |       |       |       |
| 15.           | "La Valse De L'amour"                                         |                                         |                     | 2:34  |       |       |       |       |       |       |       |       |
| 16.           | "La Valse Champagne"                                          |                                         |                     | 1:35  |       |       |       |       |       |       |       |       |
| 17.           | "La Polka Militaire"                                          |                                         |                     | 1:47  |       |       |       |       |       |       |       |       |
| 18.           | "La Polka De Paris"                                           |                                         |                     | 1:22  |       |       |       |       |       |       |       |       |
| 19.           | "A Secret Garden"                                             |                                         |                     | 2:48  |       |       |       |       |       |       |       |       |
| 20.           | "La Polka De Minuit"                                          |                                         |                     | 2:02  |       |       |       |       |       |       |       |       |
| 21.           | "Choose That One"                                             |                                         |                     | 1:16  |       |       |       |       |       |       |       |       |
| 22.           | "Pumpkin Pursuit"                                             |                                         |                     | 2:28  |       |       |       |       |       |       |       |       |
| 23.           | "The Slipper"                                                 |                                         |                     | 1:00  |       |       |       |       |       |       |       |       |
| 24.           | "Shattered Dreams"                                            |                                         |                     | 4:10  |       |       |       |       |       |       |       |       |
| 25.           | "Searching the Kingdom"                                       |                                         |                     | 2:51  |       |       |       |       |       |       |       |       |
| 26.           | "Ella and Kit"                                                |                                         |                     | 2:11  |       |       |       |       |       |       |       |       |
| 27.           | "Courage and Kindness"                                        |                                         |                     | 4:38  |       |       |       |       |       |       |       |       |
| 28.           | "Strong"                                                      | باتريك دويل، كينيث براناه، تومي دانفريس | سونا ريل            | 3:14  |       |       |       |       |       |       |       |       |
| 29.           | "A Dream Is a Wish Your Heart Makes"                          | آل هوفمان، ماك ديفيد، جيري ليفستون      | ليلي جيمس           | 2:00  |       |       |       |       |       |       |       |       |
| 30.           | "Bibbidi-Bobbidi-Boo"                                         | آل هوفمان، ماك ديفيد، جيري ليفستون      | هيلينا بونهام كارتر | 2:28  |       |       |       |       |       |       |       |       |
| 31.           | "Strong (Instrumental Version)"                               |                                         |                     | 3:14  |       |       |       |       |       |       |       |       |
| 32.           | "A Dream Is a Wish Your Heart Makes (Instrumental Version)"   |                                         |                     | 2:01  |       |       |       |       |       |       |       |       |
| 33.           | "Bibbidi-Bobbidi-Boo (The Magic Song) (Instrumental Version)" |                                         |                     | 1:21  |       |       |       |       |       |       |       |       |
| المدة الكلية: | المدة الكلية:                                                 | المدة الكلية:                           | 84:57               | 84:57 | 84:57 | 84:57 | 84:57 | 84:57 | 84:57 | 84:57 | 84:57 | 84:57 |

## الإصدار
عُرِضَ الفيلم لأوّل مرّة في 13 فبراير 2015 في مهرجان برلين السينمائي الدولي. ثُمّ في 13 مارس 2015 صَدَر في دورِ العرض العالميّة. كما قامَت ديزني بِعرضِ فيلم جديدٍ قصيرٍ لشخصيّات فيلم ملكة الثلج قبل عَرضِ سندريلا. وأعلنَت شَركة IMAX بالتعاونِ مع ديزني في 10 فبراير 2015 عن قيامهم بتحويلٍ الفيلم لصيغة آيماكس وإصدارِه في الوقت المُجدول.
أوّل تقديم ومعلوماتٍ للفيلم قُدّمت في معرض ديزني D23 Expo الذي استمرّ ثلاثَ أيّام في أغسطس 2013. وعُرِض الإعلان الرسمي في 15 مايو 2014 ولم يَظهر فيه أحد بل كان مُجرّد ظهور الحذاء الزُجاجي بخلفيّة سوداء. والإعلان الثاني الذي تظهر فيه مَشاهِد من الفيلم عُرِض في 19 نوفمبر 2014 على برنامج صباح الخير يا أمريكا بطول دقيقتين ونصف. وخلال الأربع وعشرين الساعة الأولى من صدوره على موقع اليوتيوب حَصَد 4.2 مليون مُشاهدة و33 مليون على الفيسبوك وهيَ أعلى مُشاهدات حَصلت عليها ديزني بتاريخها باستثناء أفلام مارفل. مُلصَق الفيلم كذلك صَدَر في 19 نوفمبر وتظهَر فيه ليلي جيمس وهوَ من تصوير آني ليبوفيتش. وصَدَر العرض الدعائي العالمي في 16 ديسمبر 2014. وصَدَر عرضٌ جديد كذلك في 1 يناير 2015. وآخرُ عرضٍ دعائي صَدَر في 11 فبرير 2015.

## الاستقبال الجماهيري

### شُبّاك التذاكر
بِحلول 5 أبريل 2015 وَصَلت إيرادات الفيلم لأكثَر من 167 مليون دولار في أمريكا الشماليّة و230 مليون دولار في أنحاءِ العالَم ليكونَ مجموعُ ما حصّله حتّى هذا التاريخ يُساوي أكثر من 397 مليون دولار بميزانيّة بَلَغت 95 مليون دولار. كما وصلت إيراداته لأكثر من 131 مليون دولار في أسبوعِ افتتاحه عالميّاً. وأكثر من 9 ملايين دولار في أسبوع افتتاح نُسخة الـIMAX.
في الولايات المُتحدة وكندا افتُتِح الفيلم يومَ الجُمعة في الثالِث عَشر من مارس 2015 في 3,845 صالَة عَرض وحَصل على 23 مليون في اليوم الأوّل. وتربّع على المركز الأوّل في شُبّاك التذاكِر الأمريكي في أسبوعِ افتتاحِه بإيراداتٍ وصلت إلى 67 مليون. إضافةً لـ5 مليون تلك التي حَصل عليها في صالات IMAX ليُصبِحَ بذلك أكبَر افتتاحٍ لفيلم ديزني في تاريخها. المُشاهدين في الأسبوع الأول كانوا 66% منهم إناث، و66% عوائل، 26% منهم بالغين و8% مُراهقين و31% أطفال تحت سِن الثانية عَشر والباقي 9% عَجائِز أكبر من 50 سنة. وانتهى الأسبوع الأوّل بإيراداتٍ أعلى من المُتوقّع. خارِج الولايات المُتّحدة عُرِض الفيلم في الصالات العالميّة في 31 دولة بنفس تاريخ عَرضه في أمريكا الشماليّة ووصلت إيراداته حتّى 62 مليون. ويُضاف عليها مليوني في صالات IMAX.

### آراء النُقّاد
تلقّى الفيلم بشكلٍ عام آراء إيجابيّة من النُقّادِ حولَ العالم، وقد مَدحوا أداء المُمثيلَين الرئيسيَين والمؤثّرات البصريّة والموسيقى التصويريّة. في موقع الطماطم الفاسدة حازّ الفيلم على 84% «نضوج» على أساس 187 ناقِداً ومتوسط تقييم 7.2 وَوُصِف بأنّه فيلم تقليديّ مُمتع وأثبتَ أنّ ديزني لم تَخسر شيئاً من سِحرها القديم. أما في موقع ميتاكريتيك حَصل الفيلم على درجة 67 من 100بناءً على رأي 47 ناقِداً ووصفوه بأنّه فيلمٌ جيّدٌ بشكلٍ عام.

## تَبِعاتُ الفيلم
بعدَ النجاحِ الذي حقّقه النُسخة الجديدة من سندريلا ومن قَبله فيلم ملافسينت وأليس في بلاد العجائب، أعلنت ديزني عن قيامِها بإعادَة إنتاجِ عددٍ من أفلامِها الكلاسيكية لتكون بتصويرٍ حي. مُنذُ ذلك الحين أعلنت ديزني عن قيامها بتجديد فيلم الجميلة والوحش ومولان ودمبو وويني الدبدوب وبينوكيو.

## روابط خارجية
- مقالات تستعمل روابط فنية بلا صلة مع ويكي بيانات

## وصلات إضافيّة
- سندريلا على قاعدة بيانات الأفلام على الإنترنت.
- سندريلا على بوكس أوفيس موجو.
- سندريلا على موقع الطماطم الفاسدة.
- سندريلا على ميتاكريتيك.
- قائمة أفلام والت ديزني.

لا توجد روابط لمواقع التواصل الاجتماعي.